# Денгоф, Станислав Эрнест
Станисла́в Эрне́ст Денго́ф (пол. Stanisław Ernest Denhoff, ок. 1673; Берент — 2 августа 1728; Гданьск) — литовский государственный и военный деятель, гетман польный литовский (1709—1728), воевода полоцкий (1722—1728), староста новокоржынский, калушский, косьцежинский, любоченский, мозырский, латовицкий, лудзенский, жидеканский, маршалок сеймов 1710, 1712 и 1713 гг.

## Биография
Сын воеводы поморского Владислава Денгофа (1639—1683) и Констанции Слушки. Поддержал избрание королём Августа Сильного. С 1697 года ловчий великий литовский. Под его руководством как маршалка 20 мая 1704 года была создана Сандомирская конфедерация. С 1704 года по 1721 год — мечник великий коронный.
Он остался верен Августу Сильному, даже после его отречения в 1706 году. Это привело к тому, что после возвращения короля из Саксонии он получил в 1709 году булаву гетмана польного литовского. Денгоф принимал участие в Полтавской битве на стороне Петра Великого. В 1717 году, недовольный положениями Немого сейма, которые ограничивали власть гетманов, перешёл в антикоролевскую оппозицию. В 1721 стал воеводой полоцким.
Награждён орденом Белого Орла. Похоронен в Ченстоховской обители.

## Семья
Станислав Эрнест Денгоф был дважды женат. В 1709 году его первой женой стала Иоанна (ум. после 1716), дочь воеводы мальборкского Эрнеста Денгофа (1630—1693) и Софии Анны Олесницкой.
В 1724 году женился вторым браком на Марии Софии Сенявской (1699—1777), дочери великого гетмана коронного Адама Николая Сенявского и Эльжбеты Хелены (урождённой Любомирской).
От первого брака дочь Констанция (1716—1791), жена с 1731 года князя Януша Александра Сангушко (ум. 1775), великого мечника литовского и надворного маршалка литовского.